# Alexander Neumann (Maler)
Alexander Neumann (* 1831 in Odessa, Russisches Kaiserreich; † nach 1868) war ein russischer Porträt-, Genre- und Landschaftsmaler der Düsseldorfer Schule.

## Leben
Neumann studierte von 1850 bis 1852 an der Kunstakademie Düsseldorf. Dort war Theodor Hildebrandt sein Lehrer. Von 1850 bis 1852 war Neumann Mitglied des Künstlervereins Malkasten. In den Jahren 1852 bis 1857 lebte er in Hamburg, ab 1860 in Berlin. Er bereiste Ungarn und lebte einige Zeit in Ofen.

## Werke (Auswahl)
- Ein slavischer Sänger
- Segelflicker
- Ungarischer Geiger
- Die Puszta

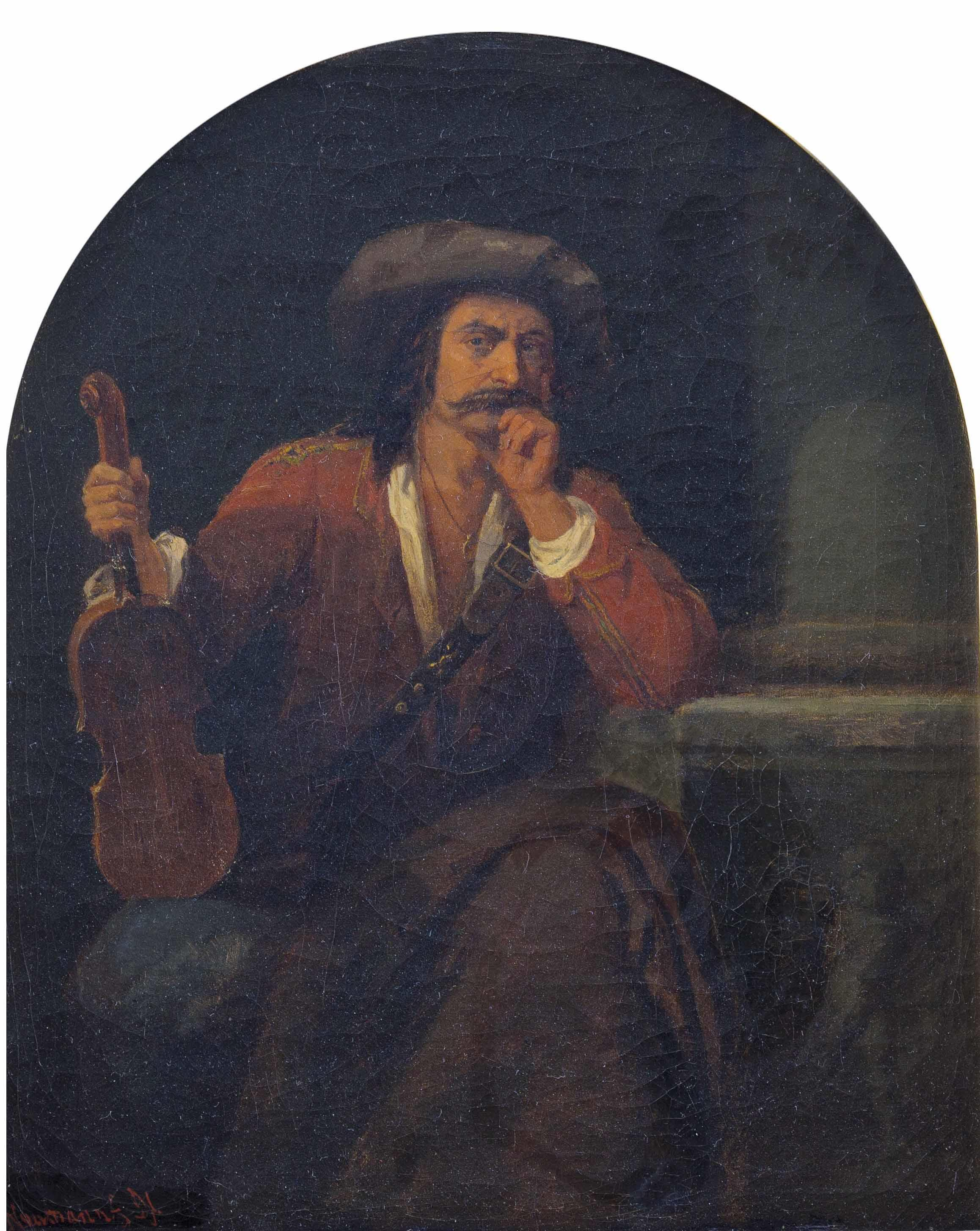
Ungarischer Geiger

- Ungarische Hirten mit ihrem Vieh beim Dorfbrunnen
- Der Klageplatz der Juden an der salomonischen Tempelmauer zu Jerusalem
- Jerusalem, die Heilige Stadt der Juden, Christen und Muslime[2]